# Borough

Boroughs y subdivisiones de la ciudad de Berlín, Alemania.

Borough (pronunciación en inglés: /bʌɹə/ (escucharⓘ)) es una palabra inglesa para designar un municipio o división administrativa similar utilizada en varios países. Por lo general, un borough es una población incorporada a una ciudad, aunque algunos grandes centros conurbanos y también algunas municipalidades se subdividen en boroughs, lo que permite que varias funciones administrativas se trasladen al borough para así proveerlo de un cierto nivel de autonomía. Existen boroughs en la provincia canadiense de Quebec, en algunos estados de los Estados Unidos y, antiguamente, en Nueva Zelanda. También pueden encontrarse en el Reino Unido, más específicamente en Inglaterra y en Irlanda del Norte. El término borough es asimismo un término genérico para las regiones municipales y forma parte de los nombres de varios lugares, por ejemplo, Borough of Queenscliffe, en Australia.
El equivalente literal en español es burgo, término adaptado de las lenguas germánicas que aún puede encontrarse en diversas poblaciones de habla hispana formando parte del nombre, como por ejemplo Burgos o El Burgo de Osma.